# Michael van Langren

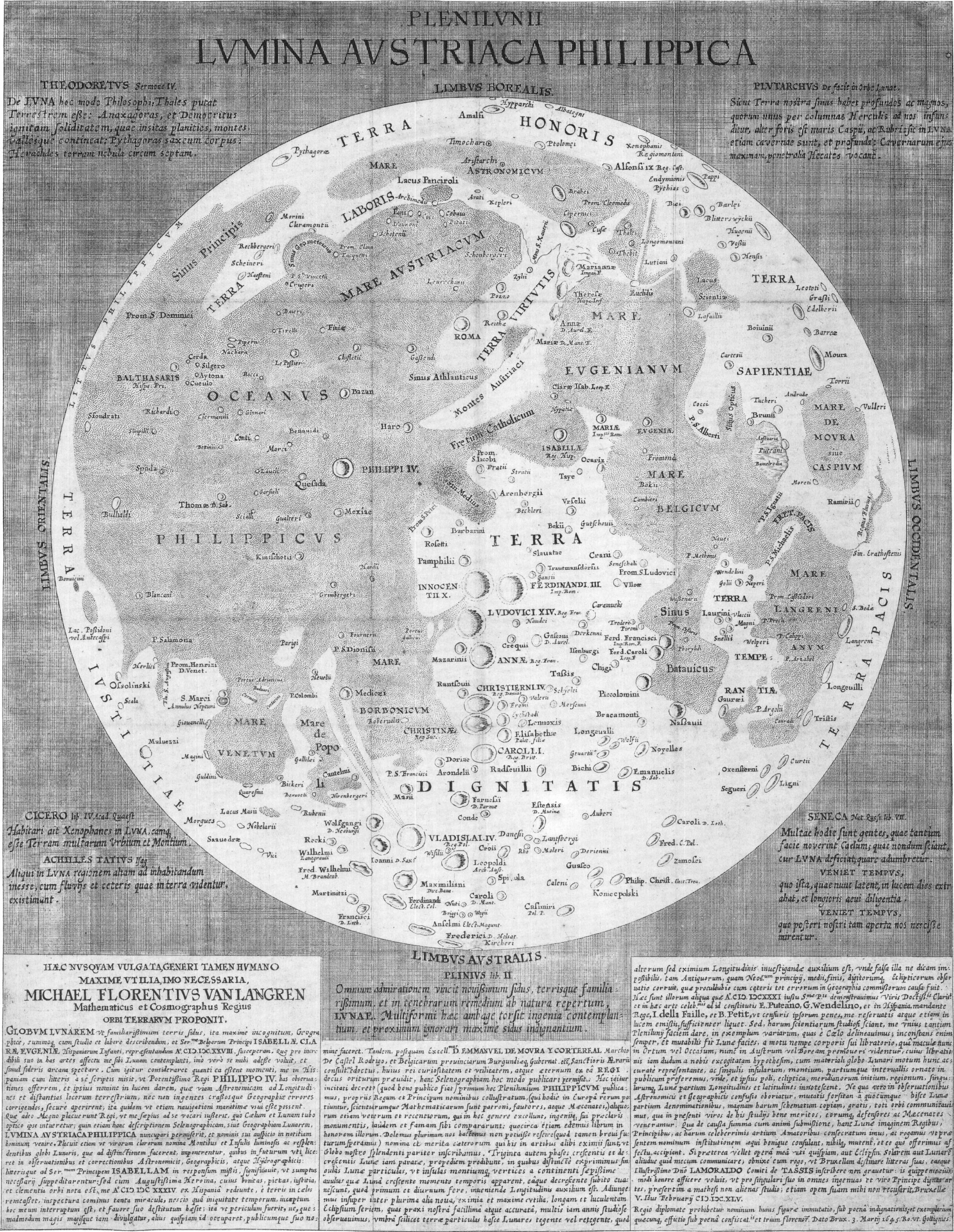
Langrenova mapa Měsíce z roku 1645

Michael van Langren, známý také jako Michiel Florent van Langren (pokřtěný 27. dubna 1598 Amsterdam – květen 1675 Brusel) byl nizozemský astronom a kartograf ve službách španělské monarchie. Jeden z kráterů na přivrácené straně Měsíce nese jeho latinizované jméno Langrenus.
Van Langren byl průkopníkem lunární kartografie (mapování Měsíce) a selenografie. V roce 1645 vydal první známou mapu Měsíce s nomenklaturou.

## Rodina
Michael van Langren byl nejmladším členem rodiny nizozemských kartografů. Jeho dědeček Jacob Floris van Langren se narodil v Gelderlandu, ale přestěhoval se do jižního Nizozemska a později do Amsterdamu, kde se svými syny Arnoldem a Henricem od roku 1580 vyráběl glóbusy, pozemské i nebeské, z nichž se dochoval nebeský glóbus z roku 1586 založený na astronomických datech poskytnutých Rudolfem Snelliem, otcem Willebrorda Snellia, a jeden nebeský glóbus z roku 1589, na kterém spolupracoval Petrus Plancius. V roce 1592 generální stavy udělily rodině Van Langrenových monopol na výrobu globusů, což vedlo ke sporům s Jodocem Hondiem.
Michaelův otec Arnoldus a strýc Henricus také vydali několik map. Jejich mapy světa z poloviny 90. let 16. století byly obvykle zakresleny podle map Plancia nebo Ortelia, ale někdy obsahovaly novinky založené na nedávných objevech, jako je zobrazení Nové země jako ostrova nebo Koreje jako poloostrova.
Arnoldus se kolem roku 1609, během příměří mezi španělskou korunou a nizozemskými provinciemi, přestěhoval se svou rodinou, včetně synů Jacoba a Michaela, z Amsterdamu do Antverp. Od španělské administrativy získal titul „Sphérographe de leurs Altesses“ a byl mu udělen grant 300 livrů na náklady stěhování.
Michael van Langren, přestože nevystudoval žádnou univerzitu, se stal úspěšným kartografem a inženýrem. Sloužil jako královský kosmograf a matematik na dvoře španělského krále Filipa IV. a v jeho práci mu pomáhala záštita dcery Filipa II. a místodržitelky španělského Nizozemí Isabely Kláry Evženie.

## Přínos
Mezi jeho příspěvky byly pokusy o určení zeměpisné délky. Vytvořil první (známý) graf statistických dat, ukazující široký rozsah odhadů vzdálenosti v zeměpisné délce mezi Toledem a Římem. Věřil, že by mohl zlepšit přesnost určování zeměpisné délky, zejména na moři, pozorováním vrcholů a kráterů Měsíce, jak se objevují a mizí, a to nejen během zatmění Měsíce, ale také v průběhu měsíčního cyklu. To ho vedlo k vytvoření mapy Měsíce (publikované v roce 1645) a k plánu vytvořit mapy Měsíce ve třiceti různých fázích, který ale nikdy nikdy nezrealizoval. Byl první, kdo přiřadil jména různým lunárním povrchovým útvarům, ale jen málo z těchto jmen bylo přijato pozdější vědeckou obcí, protože šlo většinou o jména katolických zemí, panovníků, vědců a umělců.

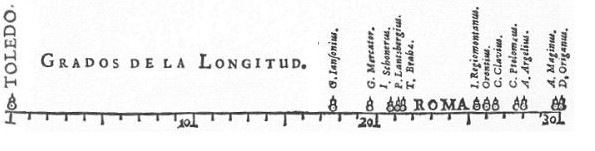
Graf se zeměpisnými délkami mezi Toledem a Římem

Publikoval také svá pozorování komety z roku 1652, C/1652 Y1. Vytvořil různé mapy Španělského Nizozemí a vytvořil plány na přístav poblíž Dunkerku, vylepšení přístavu Ostende, vyčištění antverpských kanálů, koncepce protipovodňové ochrany a opevnění.
Pojmenoval po sobě kráter Langrenus na Měsícim jehož jméno a umístění se díky Giovannimu Battistovi Ricciolimu zachovalo dodnes.